# Penisola di Huon

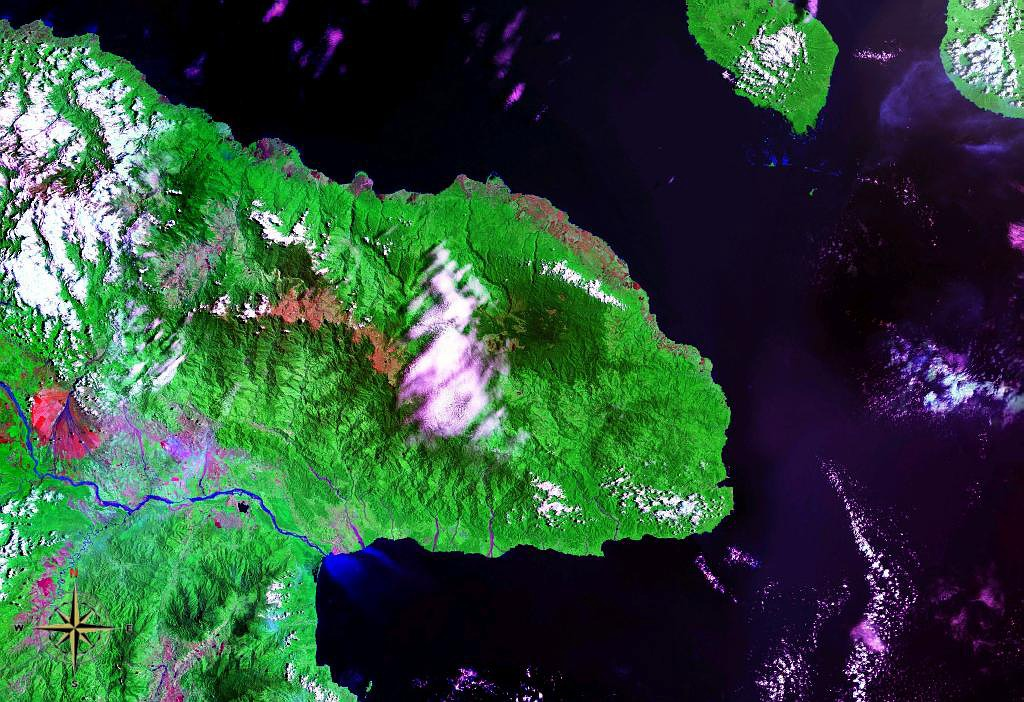
La penisola di Huon vista dallo spazio.

La penisola di Huon è una grande penisola frastagliata della Nuova Guinea, posta entro i confini della Provincia di Morobe, nella Papua Nuova Guinea orientale. Deve il nome all'esploratore francese Jean-Michel Huon de Kermadec. La penisola è dominata dai monti Saruwaged, Finisterre e Cromwell. 
La città più grande della regione è Lae, capitale della Provincia di Morobe, a sud, mentre lungo la costa settentrionale sorgono l'antica cittadina di Finschhafen, risalente all'epoca coloniale tedesca, e i centri di Wasu, Malalamai e Saidor, dove è presente un aeroporto risalente alla seconda guerra mondiale.
Durante la seconda guerra mondiale l'area fu teatro della cosiddetta «campagna della penisola di Huon» (1943-44), nel corso della quale le truppe australiane misero in fuga quelle giapponesi, che da Lae, attraverso i monti Finisterre, furono spinte a Madang, sulla costa settentrionale della penisola.

## Flora e fauna
Le foreste pluviali che ricoprono le remote montagne della penisola offrono riparo a molte specie di uccelli e animali terricoli, e vengono comunemente designate come ecoregione delle «foreste pluviali di montagna della penisola di Huon». Sulle pendici inferiori dei monti si trovano foreste costituite da alberi e piante erbacee appartenenti ai generi Pometia, Canarium, Anisoptera, Cryptocarya e Terminalia, mentre su quelle superiori si incontrano le distese di conifere del genere Dacrydium meglio conservate dell'emisfero australe.
Tra i mammiferi presenti nell'area ricordiamo il raro dendrolago di Matschie, mentre tra gli uccelli sono presenti numerosi rappresentanti di varie famiglie tipiche dell'Australasia, come gli Ptilonorinchidi, i Petroicidi, i Melifagidi (tra i quali l'endemico succiamiele picchiettato, Melipotes ater) e Paradiseidi (come l'endemica astrapia di Huon, Astrapia rothschildi). Vi sono anche numerosissime farfalle. A eccezione di alcune piccole aree, le foreste montane della penisola di Huon sono in gran parte incontaminate.